# Xã Nekoma, Quận Cavalier, Bắc Dakota
Xã Nekoma (tiếng Anh: Nekoma Township) là một xã thuộc quận Cavalier, tiểu bang Bắc Dakota, Hoa Kỳ. Năm 2010, dân số của xã này là 26 người.